# Süddeutsche Handballmeisterschaft 1967
Die Süddeutsche Handballmeisterschaft 1967 war die achtzehnte vom (SHV) Süddeutschen Handballverband ausgerichtete Endrunde um die Süddeutsche Meisterschaft im Hallenhandball der Männer. Sie wurde vom 12. bis 25. Februar 1967 in Offenburg, Heidenheim und Augsburg ausgespielt. Die Entscheidungsspiele um den Aufstieg in die Handball-Bundesliga 1967/68 wurden in Darmstadt ausgetragen.

## Turnierverlauf

Landkarte Regionalverbände
Die beiden linken blauen Felder umfassten zu der Zeit den Bereich des Süddeutschen Handballverbandes SHV

Meister wurde der TC Frisch Auf Göppingen, der sich in den entscheidenden Aufstiegsspielen
 gegen den Südwestmeister TV Homburg-Erbach 05/Saar mit zwei zu eins Siegen durchsetzen
 konnte und damit den Aufstieg in die Handball-Bundesliga 1967/68 perfekt machte.

### Modus
Teilnahmeberechtigt waren jeweils die Meister der Endrunde Baden, Verbandsliga Südbaden,
 Verbandsliga Württemberg und der Bayernliga. Es wurde eine Endrunde gespielt, jeder gegen
 jeden. Der Meister war für die Aufstiegsspiele zur Handball-Bundesliga qualifiziert.

### Endrundenteilnehmer
- TC Frisch Auf Göppingen
- TSV 1896 Rintheim
- TSV 1860 Ansbach (BY)
- SV 1899 Niederbühl

* Süddeutscher Meister fett gedruckt 

## Frauen
Süddeutsche Meisterschaft
- 1. 1. FC Nürnberg